# Palazzo del Seggio
A Palazzo del Seggio vagy Sedile egy műemlék épület Lecce történelmi központjában, a Piazza Sant’Oronzón.

## Leírása
1592-ben épült a velencei származású polgármester, Pietro Mocenigo javaslatára, egy korábbi 1588-ban elbontott épület helyén. 
A épület egy loggiához hasonlít. Gótikus és reneszánsz stílusjegyeket visel. A sarokoszlopok magas, csúcsíves árkádokat fognak közre. Az emeleti szintet idővel visszabontották, és a homlokzatot díszítő órát is leszerelték. 1851-ig városi hivataloknak adott otthont. Napjainkban időszakos kiállításokat rendeznek benne. 